# Urszulanowice
Urszulanowice [pronunciación en polaco: /urʂulanɔˈvit͡sɛ/] es una aldea del pueblo de Moszna, en Polonia. Está ubicado en el distrito administrativo (gmina) de Strzeleczki, en el condado de Krapkowice, voivodato de Opole.
Está ubicada aproximadamente a 9 kilómetros al suroeste de Strzeleczki, a 16 kilómetros al oeste de Krapkowice, y a 30 kilómetros al suroeste de la capital regional, Opole.
Desde 2006, el pueblo, como todo el municipio, es bilingüe en alemán y polaco.[cita requerida]